# مار مرجانی آرژانتینی
مار مرجانی آرژانتینی ( Micrurus pyrrhocryptus )، گونه ای از مار مرجانی در خانواده کفچه‌ماران است. 
این مار در آمریکای جنوبی، به ویژه گرن چاکو یافت می شود. 